# TEEN TOP
TEEN TOP（ティーントップ、朝: 틴탑）は、韓国の男性4人組アイドルグループである。TOPメディア所属。神話のアンディが発掘したグループで、グループ名は“Emotional Teen Pop Band”、また、“トップを目指す10代”という意味が込められている。ファンクラブは「Angel（エンジェル）」である。

## 来歴
- 2010年7月9日にシングルアルバムCome Into The Worldを発売。平均年齢16.3歳という最年少ボーイズグループとして7月10日ショー！音楽中心で<拍手>でデビューした。
- 2011年には男性新人歌手賞を受賞。
- 2012年2月3日、ミュージックバンクにおいて、「미치겠어(Crazy)」でデビュー後初の1位を受賞。
- その後、2013年に「장난아냐(Rocking)」、2014年に「쉽지않아(Missing)」、2015年に「아침부터 아침까지(ah-ah)」、2016年に「사각지대(Warning Sign)」と音楽番組での1位を記録している。
- ファンの名前をANGELとしており、応援カラーはパールライトラベンダーである。
- 2017年2月10日、L.Joeはグループ活動よりソロ活動がしたいという希望から所属事務所であるTOP MEDIAに専属契約解除を求めたことが明らかになり、事実上の脱退となった。
- 2020年8月8日、デビュー10周年を記念しオンラインコンサートを行う。[1]
- 2020年8月10日、チョンジ入隊。[2]
- 2023年5月11日、C.A.Pが脱退および所属事務所TOPメディアとの専属契約を解除。[3]

## メンバー

### CHUNJI（チョンジ）
- ハングル表記：천지
- 本名：朝: 이찬희、イ・チャンヒ（チャニ）、中: 李燦熺
- パワーボイス
- 生年月日：1993年10月5日（31歳）
- 身長：173cm
- 血液型：B型
- 担当：リードボーカル
- 趣味：歌、パズル、読書
- 特技：声まね

### NIEL（ニエル）
- ハングル表記：니엘
- 本名：朝: 안다니엘、アン・ダニエル、中: 安Daniel
- 感性ボーカル
- 生年月日：1994年8月16日（30歳）
- 身長：178cm
- 血液型：A型
- 担当：メインボーカル、リードダンサー
- 趣味：音楽鑑賞
- 特技：サッカー、ゲーム

### RICKY（リッキー）
- ハングル表記：리키
- 本名：朝: 유창현、ユ・チャンヒョン、中: 劉昌炫
- ラブリーボーイ
- 生年月日：1995年2月27日（30歳）
- 身長：172cm
- 血液型：AB型
- 担当：ボーカル
- 趣味：ピアノ
- 特技：演技

### CHANGJO（チャンジョ）
- ハングル表記： 창조
- 本名：朝: 최종현、チェ・ジョンヒョン、中: 崔鍾顯
- ダンシングボーイ
- 生年月日：1995年11月16日（29歳）
- 身長：179cm
- 血液型：B型
- 担当：メインダンサー、ボーカル
- 趣味：振り付け構成、音楽鑑賞
- 特技：護身術（テコンドー、ジークンドー）

### C.A.P（キャップ）
- ハングル表記：캡
- 本名：朝: 방민수、バン・ミンス、中: 方旻洙
- カリスマラッパー
- 生年月日：1992年11月4日（32歳）
- 身長：178cm
- 血液型：O型
- 担当：リーダー、メインラッパー
- 趣味：デザイン、絵を描くこと、運動
- 特技：作詞、ラップメイキング

### L.Joe（エルジョ）
- ハングル表記：엘조
- 本名：朝: 이병헌、イ・ビョンホン、中: 李秉憲
- 悪童ラッパー
- 生年月日：1993年11月23日（31歳）
- 身長：171cm A型
- 担当：ラップ
- 趣味：演技
- 特技：ピアノ、作曲、英語

※脱退後は芸名を「ビョンホン」に変え、俳優として活動している。

## 日本での活動
- JAPAN 1stサイン会（2010年10月31日、水戸エクセル）
- FANMEETING（2010年11月2日、ステラボール）
- TAKE&LIVE（2011年12月19・20日、SHIBUYA-AX）
- ハイタッチ会（2012年6月18日、ラゾーナ川崎）
- TEENTOP Zepp Tour 2012（2012年6月19日・20日・21日、Zepp Namba・Zepp Nagoya・Zepp Tokyo)
- TEENTOP「No.1」Asia Tour（2013年5月18日 ・21・22日、神戸国際会館・東京国際フォーラム）
- レッツゴー！夏休み！TEENTOP SUMMER SPECIAL CONCERT（2013年7月14・15日、パシフィコ横浜）
- TEENTOP Zepp Tour 2013 Fly High!（2013年12月3日・5日・6日・8日・9・10日、Zepp Nagoya・Zepp Namba・Zepp Fukuoka・Zepp Sapporo・（追加公演）Zepp Tokyo）
- TEENTOP 2014 Arena Tour" HIGH KICK" (2014年2月5日・8・9日・13日・18日、日本ガイシホール・横浜アリーナ・大阪市中央体育館メインアリーナ・福岡国際センター）
- TEENTOP 2014 Arena Tour" HIGH KICK" After Party（2014年2月18日、福岡市内）
- TEENTOP 2014 LIVE TOUR My Dear Angels（2014年12月2日・3日・4日・5日・8・9日、Zepp Sappro・Zepp Nagoya・Zepp Fukuoka・オリックス劇場・Zepp DiverCity Tokyo）

## ディスコグラフィ

### 韓国

#### シングル
Come into the World（2010年7月9日）
1. Come Into the World (Intro)
2. 박수 (Clap)
3. 춤춰! (Let's Dance)
4. 박수 (Clap) Inst.
5. 춤춰! (Let's Dance) Inst.

Transform（2011年1月13日）
1. Transform
2. Supa Luv
3. Angel
4. Supa Luv(Inst.)
5. Angel(Inst.)

Summer Special 「俺と付き合わない?」 （2012年8月11日）
1. 惚れる
2. 俺と付き合わない？
3. Party Tonight
4. 俺と付き合わない？ (Inst.)

デジタルシングル Teen Top Supa Luv（2011年2月18日）
1. Supa Luv A - Rex Remix
2. Supa Luv A - Rex Remix (Inst.)

Come Into The World -Clap Encore-（2013年7月10日）
1. Come Into the World (Intro)
2. 박수 (Clap)
3. 춤춰! (Let's Dance)
4. 박수 (Clap) Inst.
5. 춤춰! (Let's Dance) Inst.

デビュー10周年記念Special 「To You 2020」（2020年7月10日）
1. To You 2020
2. Pancake

#### ミニアルバム
Roman（2011年7月26日）
1. 香水をつけないで（No more perfume on you 향수뿌리지마)
2. Beautiful Girl
3. First Kiss
4. 手の甲がかすめる
5. Tell me why
6. 香水をつけないで (Inst.)

It's（2012年1月10日）
1. Teen Top
2. CRAZY
3. where's ma girl
4. Girl friend
5. CRAZY (R&B Slow mix)
6. CRAZY (Inst.)

aRtisT（2012年6月5日）
1. aRtisT
2. To You
3. Baby You
4. Shake it!
5. To You (Slow B ver.)
6. To You (Inst.)

TEENTOP CLASS（2013年8月26日）
1. TEENTOP CLASS
2. ハンパじゃない (Rocking)
3. Don't I
4. Oh!Good
5. Date
6. Rock star (feat. Maboos)

Repackage「TEENTOP CLASS ADDITION」（2013年10月23日）
1. Lovefool
2. TEENTOP CLASS
3. ハンパじゃない (Rocking)
4. Don't I
5. Oh!Good
6. Date
7. Rock star (feat. Maboos)

EXITO（2014年9月16日）
1. missing
2. Alone?
3. cry
4. Love is...
5. Remote Control
6. LOVE U

Repackage「TEEN TOP 20's LOVE TWO `EXITO」（2014年11月11日）
1. I`m Sorry
2. No
3. missing
4. Alone?
5. cry
6. Love is...
7. Remote Control
8. LOVE U

NATURAL BORN TEEN TOP（2015年6月21日）
1. HOT LIKE FIRE
2. 朝から朝まで (ah - ah)
3. 五季 (5 Seasons）
4. その電話に出ないで (Please)
5. I Love it
6. こんがらがって (Confusing)

RED POINT（2016年1月19日）
1. 死角地帯 (Warning Sign)
2. 行かないで (Please, don't go)
3. DAY
4. Liar
5. 待つよ (Day After Day)
6. 酒飲むな (Don't drink)

SEOUL NIGHT（2018年5月8日）
1. NIGHT!
2. SEOUL NIGHT
3. Let`s play!
4. S.O.S
5. Without you
6. Go away

Repackage「TEEN TOP STORY : 8PISODE」（2018年7月3日）
1. Lover
2. Take my hand
3. SEOUL NIGHT
4. Let`s play!
5. S.O.S
6. Without you
7. Go away
8. SEOUL NIGHT (Inst.)
9. Lover (Inst.)

DEAR. N9NE（2019年6月4日）
1. Run Away
2. Your Man
3. Swag
4. What Do You Think
5. That Night
6. Happy Ending

4SHO（2023年7月4日）

#### アルバム
1st Album「No.1」（2013年2月27日）
1. No. 1
2. 長いストレートヘアの彼女 (Miss Right)
3. 君じゃないから (Missing you)
4. 愛したい (I wanna love)
5. Stop girl
6. どうして (Why)
7. Hello
8. Never go back
9. 君のせいで生きられなくて (Mad at U)
10. 甘い (so sweet)
11. Get crazy
12. Mr.Bang [feat. maboosチャクン]

1st Album「No.1」Repackage Special Edition（2013年4月25日）
1. Walk By...
2. Jealousy
3. 長いストレートヘアの彼女 (Miss Right)
4. 君じゃないから (Missing you)
5. 愛したい (I wanna love)
6. Stop girl
7. どうして (Why)
8. Hello
9. Never go back
10. 君のせいで生きられなくて (Mad at U)
11. 甘い (so sweet)
12. Get crazy
13. Mr.Bang [feat. maboosチャクン]

2nd Album「HIGH FIVE」（2017年4月10日）
1. Origin
2. 面白い？ (Love is?)
3. 手だけ握って寝る (Because I Care)
4. Call Me
5. I Love Girl
6. 怒らせて (Make Me Sick)
7. 7月の出会い (July)
8. High Five
9. 何が問題？ (What's Problem)
10. You & I
11. Mirror

#### シーズンアルバム
눈사탕（2014年12月11日）
1. 눈사탕 (snow kiss)
2. 메리 크리스마스 (Merry Christmas)
3. 겨울노래 (Winter Song)

### 日本
TEENTOP JAPAN FIRST EDITION（2012年5月23日）
1. Transform
2. Supa Luv
3. Angel
4. 香水をつけないで
5. Beautiful Girl
6. First Kiss
7. 手の甲がかすめる
8. Tell Me Why
9. Supa Luv (Inst.)
10. 香水をつけないで (Inst.)